# Богославский, Дмитрий Николаевич
Дмитрий Николаевич Богославский (род. 15 августа 1985, Минск, Белорусская ССР, СССР) — белорусский драматург, режиссёр, актёр.

## Биография
Родился 15 августа 1985 года в Минске. До 2002 года проживал в Элисте, Республика Калмыкия.
В 2005 году окончил Минский государственный колледж искусств по направлению «Режиссура массовых обрядов и праздников, организация культурно-досуговой деятельности». В 2010 году окончил Белорусскую государственную Академию искусств по направлению «Режиссура драматического театра/эстрада».
С 2008 по 2019 год Богославский являлся артистом Белорусского государственного молодежного театра. Театральные работы Богославского неоднократно отмечались грамотами и благодарностями. В 2015 году за роль Треплева в спектакле «Чехов. Комедия. Чайка» получил диплом II Молодежного театрального форума стран СНГ, Балтии и Грузии «За разностороннюю театральную одаренность».
С 2019 года является режиссером Центра белорусской драматургии при Республиканском театре белорусской драматургии.
Дебютная пьеса «Пешка» была поставлена в Центре белорусской драматургии и режиссуры в 2008 году.
В 2017 и 2019 годах на Фестивале национальной драматургии им. В. И. Дунина-Марцинкевича (г. Бобруйск, Беларусь) пьесы «Точки на временной оси» и «Тихий шорох уходящих шагов» получили гран-при в номинации «Лучшая пьеса современного белорусского драматурга».
В 2012−2013 гг. пьесы «Любовь людей» и «Тихий шорох уходящих шагов» победили в интернет-голосовании «Конкурс Конкурсов» в рамках проекта «Новая пьеса» Всероссийского театрального фестиваля «Золотая маска».
Пьеса «Внешние побочные» стала лауреатом независимой литературной премии «Дебют-2013» в номинации Драматургия.
Как режиссер Дмитрий Богославский дебютировал в Театре-студии им. Е. Мировича с дипломным спектаклем «Россия Живаго» по либретто М. Бартенева, на музыку А. Журбина «Доктор Живаго» в 2009 году. Спектакли Богославского неоднократно участвовали в международных театральных фестивалях и форумах. Спектакль «Саша, вынеси мусор» по пьесе Н. Ворожбит, поставленный Богославским в Белорусском государственном молодежном театре, стал номинантом Национальной театральной премии Республики Беларусь в 2016 году. В 2018 году номинантом этой премии также стал спектакль Богославского — «Человек из Подольска» по пьесе Д. Данилова.
Дмитрий Богославский является одним из организаторов Студии альтернативной драмы (САД — сообщество молодых белорусских драматургов). Живет и работает в Минске.

## Пьесы
- «13 первых правил баскетбола сформулированные Джеймсом Нейсмитом»[12]
- «Blondi»
- «PATRIS» (в соавторстве с В.Красовским и С. Анцелевичем)
- «А если завтра нет?»
- «Брачо»[13]
- «Внешние побочные»
- «Девки»
- «Катапульта», пьеса написана на фабрике нарративного театра «Дисциплина» в Новосибирском театре «Старый дом».
- «Любовь Людей»[14]
- «Мабыць?» (Документальная пьеса)
- «Ничыпар. Сказ о бестаможенных временах и пути далеком, но всегда конечном, как полагается, да и не нами то придумано»
- «Остылый солдат Войцек» (по мотивам недописанной пьесы Георга Бюхнера)
- «Перепись населения»
- «Пешка»
- «Руки» (монопьеса)
- «Сватовство» (в соавторстве с В. Красовским)
- «Тихий шорох уходящих шагов»[15]
- «Точки на временной оси» (пьеса написана по 10 документальным фотографиям)
- «Чужие берега»

## Конкурсы
- В 2010 году пьеса "Брачо" вошла в шорт-лист Международного драматургического фестиваля «Премьера.тхт», спец-приз жюри в номинации «За боль и ярость в отображении современного мира».

- В 2011 году пьеса "Любовь людей" вошла в шорт-лист Международного конкурса драматургов «Евразия-2011»; Список победителей Фестиваля молодой драматургии «Любимовка-2011»; Шорт-лист Международного драматургического конкурса «Литодрама» (специальный приз жюри в номинации «новый матриархат»); 1 место на Международном конкурсе русскоязычной драматургии «Действующие лица-2011»; Приз зрительских симпатий конкурса конкурсов «Новая пьеса» при Национальной театральной премии «Золотая Маска» (2012).

- В 2012 году пьеса "А если завтра нет?" вошла в шорт-лист Международного конкурса драматургов «Евразия-2012». Пьесы "Любовь Людей" и "Тихий шорох уходящих шагов" вошли в шорт-лист Независимой литературной премии «Дебют» в номинации «драматургия»; Пьеса "Тихий шорох уходящих шагов" вошла в список победителей Фестиваля молодой драматургии "Любимовка-2012", и получила приз интернет голосования конкурса конкурсов «Новая пьеса» при Национальной театральной премии «Золотая Маска» (2013).

- В 2013 году пьеса "Внешние побочные" вошла в шорт-лист программы «Первая читка» Международного театрального фестиваля «Пять вечеров» им. Александра Володина; Шорт-лист в номинации «Пьеса для камерной сцены» Международного конкурса драматургов «Евразия-2013»; Пьеса "Тихий шорох уходящих шагов" получила вторую премию в номинации «Пьеса на свободную тему» Международного конкурса драматургов «Евразия-2013». Пьеса "PATRIS" в соавторстве с В. Красовским и С. Анцелевичем вошла в список победителей Фестиваля молодой драматургии "Любимовка-2013". В этом же году стал лауреатом независимой литературной премии «Дебют» в номинации «Драматургия» с пьесами «Внешние побочные» и «Девки».

- В 2015 году пьеса «Остылый солдат Войцек» вошла в лонг-лист конкурса новой драматургии «Ремарка», пьеса «Внешние побочные» стала победителем Международного драматургического конкурса «ЛитоДрама» при литературном институте им. М. Горького в номинации «пьеса без действия»; пьеса "Blondi" вошла в список победителей Фестиваля молодой драматургии "Любимовка-2015".

- В 2016 году пьеса «Точки на временной оси» вошла в список победителей первого независимого Конкурса-фестиваля современной белорусской драматургии «WriteBox».
- В 2017 году на VI Фестивале национальной драматургии им. В.И. Дунина-Марцинкевича (г.Бобруйск, Беларусь) пьеса «Точки на временной оси» получила гран-при в номинации «Лучшая пьеса современного белорусского драматурга»; вошла в off-программу Фестиваля молодой драматургии «Любимовка-2017» (Выбор Павла Руднева).
- В 2018 году пьеса «13 первых правил баскетбола сформулированные Джеймсом Нейсмитом» вошла в ТОП-10 независимого интернет конкурса драматургов «Старый конь».
- В 2019 году на VII Фестивале национальной драматургии им. В.И. Дунина-Марцинкевича (г.Бобруйск, Беларусь) пьеса «Тихий шорох уходящих шагов» получила гран-при в номинации «Лучшая пьеса современного белорусского драматурга»; Пьеса «13 первых правил баскетбола сформулированные Джеймсом Нейсмитом» вошла в лонг-лист конкурса новой драматургии «Ремарка».
- В 2021 году пьеса «Катапульта» стала победителем в номинации «Пьеса для большой сцены» Международного конкурса драматургов «Евразия 2021»; лауреат в номинации "XXI-век" Независимого международного конкурса современной драматургии ИСХОДНОЕ СОБЫТИЕ XXI ВЕК; Вошла в оff-программу Фестиваля молодой драматургии «Любимовка-2021» (Выбор Виктора Рыжакова); вошла в лонг-лист агрегатора конкурсов русскоязычной драматургии "Кульминация";

## Постановки
- Центр Белорусской Драматургии при Республиканском театре белорусской драматургии, спектакль «Пешка», реж. С. Анцелевич, 2008 год, Минск, Беларусь[16].
- Центр Белорусской Драматургии при Республиканском театре белорусской драматургии, спектакль «Руки», реж. С. Анцелевич, 2009 год, Минск, Беларусь[16].
- Театр-студия им. Е. А. Мировича, спектакль «Свой берег» по пьесе «Чужие берега», реж. Е. Медякова 2010 год, Минск, Беларусь.
- Белорусский государственный молодежный театр, спектакль «Волшебное кольцо», реж. Е. Ивкович, 2012 год, Минск, Беларусь.
- Московский академический театр им. В. Маяковского, спектакль «Любовь людей», реж. Н. Кобелев 2012 год, Москва, Россия[17].
- Новосибирский академический молодежный театр «Глобус», спектакль «Любовь людей», реж. И. Орлов 2012 год, Новосибирск, Россия.
- Русский республиканский драматический театр им. М. Ю. Лермонтова, спектакль «Любовь людей», реж. Е. Ланцов, 2012 год, Абакан, Россия.
- Государственный русский драматический театр им. Н. А. Бестужева, спектакль «Любовь людей», реж. П. Зобнин, 2012 год, Улан-Удэ, Россия.
- Центр визуальных и исполнительских искусств «АРТ Корпорейшн», спектакль «Patris» в соавторстве с С. Анцелевичем и В. Красовским, реж. С. Анцелевич, 2013 год, Минск, Беларусь.
- Республиканский театр белорусской драматургии, спектакль «Тихий шорох уходящих шагов», реж. Ш.Дыйканбаев, 2013 год, Минск, Беларусь.
- Московский театр драмы и комедии на Таганке, спектакль «Любовь людей», реж. Ю. Ардашев, 2013 год, Москва, Россия.
- Киевский академический «Молодой театр», спектакль «Любовь людей», реж. С. Жирков, 2013 год, Киев, Украина.
- Blackbox theatre Mongolia, спектакль «Любовь людей», реж. О. Юмов 2013 год, Улан-Батор, Монголия.
- Красноярский драматический театр им. А. С. Пушкина, спектакль «Тихий шорох уходящих шагов», реж. О. Рыбкин, 2013 год, Красноярск, Россия.
- Государственный академический русский драматический театр республики Башкортостан, спектакль «Любовь людей», реж. И. Черкашин, 2013 год, Уфа, Россия.
- Ирбитский муниципальный драматический театр им. А. Н. Островского, спектакль «Любовь людей», реж. Л. Допуа, 2013 год, Ирбит, Россия.
- Национальный академический театр им. Я. Купалы, спектакль «Тата» по пьесе «Тихий шорох уходящих шагов», реж. Е. Аверкова, 2014 год, Минск, Беларусь.
- Республиканский театр белорусской драматургии, спектакль «А если завтра нет?», реж. А.Гарцуев, 2014 год, Минск, Беларусь.
- Республиканский театр белорусской драматургии, спектакль «Финт-круазе» по пьесам «Перепись населения» и «Сватовство» в соавторстве с В.Красовским, реж. С.Науменко, 2014 год, Минск, Беларусь.
- Республиканский театр белорусской драматургии, документальный спектакль «Мабыць?», реж. А.Марченко, 2014 год, Минск, Беларусь.
- «Teatr Współczesny w Warszawie», спектакль «Sazka» по пьесе «Тихий шорох уходящих шагов», реж. В. Урбаньский, 2014 год, Варшава, Польша.
- Курганский государственный театр драмы, спектакль «Любовь людей», реж. И. Зужбицкая, 2014 год, Курган, Россия.
- Русский республиканский драматический театр им. М. Ю. Лермонтова, спектакль «Тихий шорох уходящих шагов», реж. Е. Ланцов, 2014 год, Абакан, Россия.
- Казанский государственный театр юного зрителя, спектакль «Любовь людей», реж. Т. Имамутдинов, 2014 год, Казань, Россия.
- Белорусский Государственный Академический Музыкальный Театр, спектакль «Моя прекрасная леди», сценическая редакция либретто А. Дж. Лернера, реж. А. Моторная, 2015 год, Минск, Беларусь.
- Республиканский театр белорусской драматургии, спектакль «Любовь людей», реж. А.Гарцуев, 2015 год, Минск, Беларусь.
- Тобольский драматический театр им. П. П. Ершова, спектакль «Тихий шорох уходящих шагов», реж. А. Маликов, 2015 год, Тобольск, Россия.
- Лысьвенский театр драмы им. А. А. Савина, спектакль «Тихий шорох уходящих шагов», реж. А. Терехин, 2015 год, Лысьва, Россия.
- Марийский национальный театр драмы им. Шкетана, спектакль «Любовь людей», реж. А. Ямаев, 2015 год, Йошкар-Ола, Россия.
- Калужский областной драматический театр, спектакль «Тихий шорох уходящих шагов», реж. И. Миневцев, 2015 год, Калуга, Россия.
- Красноярский музейный центр, спектакль «Блонди», реж. А. Терехин, 2016, Красноярск, Россия.
- Челябинский Государственный драматический камерный театр, спектакль «Тихий шорох уходящих шагов», реж. О. Хапов, 2016, Челябинск, Россия.
- «Этюд-театр» и «Площадка 51», спектакль «Любовь людей», реж. С. Серзин, 2016, Санкт-Петербург, Россия.
- Teatrul Clasic Ioan Slavici, спектакль «Iubirea la oameni» (Любовь людей), реж. Vlad Massaci, 2016, Арад, Румыния.
- «Маленький театр» Александра Сучкова, спектакль «А если завтра нет?», реж. А. Сучков, 2016, Нижний Новгород, Россия.
- Тбилисский Академический театр им. К. Марджанишвили, спектакль «Любовь людей», реж. Н. Сабишвили, 2016, Тбилиси, Грузия.
- Teatrul National Radu Stanca Sibiu, спектакль «Iubirea la oameni» (Любовь людей), реж. Bogdan Saratean, 2016, Сибиу, Румыния.
- Teatrul Nottata, спектакль «Iubirea la oameni» (Любовь людей), реж. Е. Беркович, 2017, Бухарест, Румыния.
- Театр им. Алехандро Валенсио, спектакль «Blondi», реж. В. Таныгин, 2017, Москва, Россия.
- «Золотi Ворота», спектакль «Тату, ти мене любив?» по пьесе «Тихий шорох уходящих шагов», реж. С. Жирков, 2017, Киев, Украина.
- Кировский областной ордена трудового красного знамени драматический театр им. С. М. Кирова, спектакль «Тихий шорох уходящих шагов», реж. З. Пантелеев, 2017, Киров, Россия.
- Театр-студия «Первый театр», спектакль «Blondi», реж. С. Чехов, 2017, Новосибирск, Россия.
- Государственный театр Наций, спектакль «Вагон системы Полонсо» по роману А.Солженицына «Красное колесо», реж. Т. Баталов, 2017, Москва, Россия[18].
- Могилевский областной театр драмы и комедии им. В. И. Дунина-Марцинкевича, спектакль «Точки на временной оси», реж. Т. Троянович, 2017, Бобруйск, Беларусь.
- Белорусский государственный молодежный театр, спектакль «И не нами то придумано» по пьесе «Ничыпар. Сказ о бестаможеных временах и пути далеком, но всегда конечном, как полагается, да и не нами то придумано», реж. Д. Паршин, 2018, Минск, Беларусь.
- Экспериментальное творческое объединение «SferArta», спектакль «Blondi», реж. Е. Аск, 2018 год, Симферополь, Крым.
- Калининградский областной драматический театр, спектакль «А если завтра нет?», реж. А. Серенко, 2018, Калининград, Россия.
- Месхетинский профессиональный Государственный драматический театр, спектакль «А если завтра нет?», реж. А. Савченко, 2018, Ахалцыхе, Грузия.
- Театрально-зрелищное заведение культуры «Актор», спектакль «PATRIS», реж. Д. Захоженко, 2018, Киев, Украина.
- Екатеринбургский Малый драматический театр «Театрон», спектакль «Тихий шорох уходящих шагов», реж. И. Турышев, 2018, Екатеринбург, Россия.
- Димитровградский драматический театр им. А. Н. Островского, спектакль «А если завтра нет?», реж. М. Копылов, 2018, Димитровград, Россия.
- Молодежный Театральный Центр «Космос», спектакль-воспоминание «Внешние Побочные», реж. Р. Муромцев, 2018, Тюмень, Россия.
- Могилевский областной театр кукол, спектакль по инсценировке Вольтера «Кандид, или оптимизм», реж. И. Казаков, 2019, Могилев, Беларусь.
- Драматический театр Тихоокеанского флота, спектакль «Любовь Людей», реж. Р. Колотухин, 2019, Владивосток, Россия.
- Театр «ЦЕХЪ», спектакль «Точки на временной оси», реж. В. Юров, 2019, Санкт-Петербург, Россия[19].
- Лесосибирский городской драматический театр «Поиск», спектакль «13 первых правил баскетбола (сформулированные Джеймсом Нейсмитом)», реж. К.Солдатов, 2019, Лесосибирск, Россия.
- Минский областной драматический театр, спектакль «Дзеўкi» по пьесе «Девки», реж. Д. Обухов, 2019, Молодечно, Беларусь.
- Брестский областной театр кукол, спектакль по инсценировке одноименной книги Ф.Конюхова «Как я стал путешественником», реж. А.Ермак, 2019, Брест, Беларусь.
- Творческая группа «Тикенек», спектакль «Девки», реж. Чагалдак Замирбеков, 2020, Бишкек, Кыргызстан.
- Брестский областной театр кукол, спектакль «Перелетные» по инсценировке сценария мультипликационного фильма Ю.Ароновой «Перелетная», реж. А. Ермак, 2020, Брест, Беларусь.
- Театр драмы и комедии на левом берегу Днепра, спектакль «13 перших правил» по пьесе «13 первых правил баскетбола (сформулированные Джеймсом Нейсмитом)», реж. С. Жирков, 2020, Киев, Украина.
- Иркутское областное государственное бюджетное учреждение культуры Черемховский драматический театр им. В. П. Гуркина, спектакль «Любовь Людей», реж. В. Золотарь, 2020, Черемхово, Россия.
- Брестский академический театр драмы имени Ленинского комсомола Беларуси, спектакль «Тихий шорох уходящих шагов», реж. Д. Федоров, 2020, Брест, Беларусь.
- Могилевский областной драматический театр, спектакль «Пиковая дама» по мотивам повести А. С. Пушкина, реж. И. Казаков, 2020, Могилев, Беларусь.
- Брестский областной театр кукол, спектакль «Крылья бабочки» по пьесе «Никогда не воюйте с пчелами», реж. А. Ермак, 2020, Брест, Беларусь.
- Государственный театр наций, спектакль по инсценировке одноименного романа Мишеля Уэльбека «ПОКОРНОСТЬ», реж. Т. Баталов, 2020, Москва, Россия.
- Канский драматический театр, спектакль «Любовь людей», реж. А. Галушин, 2020, Канск, Россия.
- Краснотурьинский театр кукол, спектакль «Умная собачка Соня» по инсценировке одноименной книги А.Усачева, реж. А. Ермак, 2020, Краснотурьинск, Россия.
- Никитинский театр, спектакль «Точки на временной оси», реж. Б. Алексеев, 2020, Воронеж, Россия.
- Центр визуальных и исполнительских искусств «ART Corporation», спектакль “13 первых правил баскетбола”, реж. А. Марченко, 2020, Минск, Беларусь.
- Театр СТУДИЯ.project, спектакль «13 первых правил баскетбола, сформулированные Джеймсом Нейсмитом», реж. К. Заборихин, 2021, Москва, Россия.
- Брестский областной театр кукол, спектакль «Шерлок младший и Медведь в Лондоне» по одноименной книге THiLO, реж. А. Ермак, 2021, Брест, Беларусь.
- Красноярский театр юного зрителя, спектакль «Катапульта», реж. Н. Бетехтин, 2021, Красноярск, Россия.
- Лодейнопольский драматический театр-студия «Апрель», спектакль «Тихий шорох уходящих шагов», реж. А. Никитинский, 2021, Ленинградская область, Лодейное поле, Россия.
- Ачинский драматический театр, спектакль «Тихий шорох уходящих шагов», реж. Т. Файрузов, 2021, Красноярский край, Ачинск, Россия.
- Городской театр Алитуса, спектакль «BROLIAI IR SESERYS» по пьесе «Тихий шорох уходящих шагов», реж. К.Глушаев, 2021, Алитус, Литва.
- Ульяновский драматический театр имени И.А. Гончарова, спектакль «Любовь людей», реж. В. Золотарь, 2021, Ульяновск, Россия.

## Киносценарии
- «Двадцатьшестадцать», реж. Д.Рачковский, А. Кривецкий, 2016 г[20].
- Молодежный киноальманах «Мы», новелла «БРАЧО», реж. К. Ерохин, 2017[21] г.

## Спектакли
- «Россия Живаго» по либретто М. Бартенева, на музыку А. Журбина «Доктор Живаго», (2009) Театр-студия им. Е. Мировича (Минск).
- «Каникулы в Простоквашино», (2010) Современный Художественный Театр (Минск).
- «Саша, вынеси мусор» Н. Ворожбит (2016) Белорусский государственный молодежный театр (Минск)[22].
- «Из жизни насекомых» Н. Олейников (2016), Независимый театрально-музыкальный проект (Минск), спектакль поставлен совместно с режиссером С. Бень.
- «DreamWorks» И. Вырыпаев (2016), Белорусский государственный молодежный театр (Минск)[23].
- «Человек из Подольска» Д. Данилов (2018), Белорусский государственный молодежный театр (Минск)[24].
- «Из жизни ископаемых» Ф. Строппель перевод и адаптация О. Варшавер, Т. Тульчинской (2019) Новый драматический театр (Минск).
- «Сережа очень тупой» Д. Данилов (2020), Центр визуальных и исполнительских искусств ART Corporation (Минск).
- «Людина з…» Д. Данилов (2020), Киевский академический театр драмы и комедии на левом берегу Днепра (Киев, Украина).
- «Остаться нельзя уехать» И. Носовский (2021), Театр HomoCosmos (Минск).

## Роли в спектаклях
Белорусский государственный молодежный театр (Минск):
- Алексей, «Дети Ванюшина» С. Найденова, реж. В. Луговая. 2016г[25].
- Харитоша, «День рождения Волка» сценическая версия тетра, реж. Е. Ивкович 2016 г.
- Деметрий, «Сон в летнюю ночь» У. Шекспира, реж. И. Сакаев. 2015 г.
- Константин Гаврилович Треплев, «Чехов. Комедия. Чайка» А. Чехова, реж. И. Сакаев. 2014 г.
- Дух острова, «Козий остров» У. Бетти, реж. И. Сакаев. 2014 г.
- Пепа, «Полковник-птица» Х. Бойчева, реж. С. Анцелевич. 2014 г.
- Слуга, «Веер» К. Гольдони, реж. В. Савицкий. 2014 г.
- Иван, «Бесприданница» А. Островского, реж. М. Астафьев. 2014 г.
- Николай Глуховцев, «Любовь студента» по пьесе Л. Андреева «Дни нашей жизни», реж. В. Котовицкий. 2013 г.
- Служка, «Тойбеле и ее Демон» Б. Зингера, реж. Я. Натапов. 2012 г.
- Вася, «Квадратура круга» В. Катаева, реж. Е. Легкин. 2012 г.
- Чиновник, «Обыкновенная история» по роману И. Гончарова, реж. М. Абрамов. 2012 г.
- Селим, «Сестра моя» по повести Г. Сенкевича «Ганя», реж. Е. Аверкова. 2012 г.
- Молодой человек, завсегдатай кафе, «Текилалюбовь» по мотивам рассказа Х.-Л. Борхеса «Мужчина из розового кафе», реж. П. Адамчиков. 2011 г.
- Стефан, «Старая французская сказка», сценический вариант театра, реж. Т. Пацай. 2010 г.
- Ануфриев, «Бег на месте» М. Розовского, реж. М. Абрамов. 2010 г.
- Кот Бабы-Яги, «Василиса Прекрасная» Т. Пацай, реж. Т. Пацай. 2008 г.
- Энрико, «Карьера Челестино» по пьесе Альдо Николаи «Зерно риса», реж. М. Абрамов. 2007 г.
- Парень, «Вяселы Кiрмаш» В. Вольского, реж. М. Абрамов. 2006 г.

## Публикации
- Современная Драматургия № 4/2011, Москва, «Современная драматургия», 2011
- Лучшие пьесы 2011: (сборник). — М.: НФ Всероссийский драматургический конкурс «Действующие лица», Liveboo/Гаятри, 2012[26]
- Молодежный театральный форум. Сборник пьес. МКТС. Москва, 2012
- Современная Драматургия № 1/2013, Москва, «Современная драматургия», 2013
- Современная Драматургия № 4/2013, Москва, «Современная драматургия», 2013[27]
- «Dialog» Miesiecznik poswiecony dramaturgii wspolczesnej ROK LVIII/STYCZEN 2014/NR1(686), Warszawa 2014
- II Молодежный театральный форум стран Содружества, Балтии и Грузии. Сборник пьес. МКТС. Москва, 2014
- Antologia pieselor prezentate in sectiunea «spectacole-lectura»: Festivalul International de Teatru de la Sibiu 2015/ selectie de Claudia Domnicar. — Bucuresti : Paideia, 2015
- Антология современной белорусской драматургии. Минск: Беларус. Энцыкл. імя П. Броўкі, 2016
- Nowa Dramaturgia Bialoruska T.5. Dmitrij Bogoslawski, Warszawa 2016
- III Молодежный театральный форум стран Содружества, Балтии и Грузии. Сборник пьес. МКТС. Москва, 2017
- Nowa Dramaturgia Bialoruska T.7. Zagubieni Warszawa 2018
- Terra Poetica 2018. Альманах молодоi драматургii: збiрка. — К. : Самiт-книга, Киiв, 2018
- IV Молодежный театральный форум стран Содружества, Балтии и Грузии. Сборник пьес. МКТС. Москва, 2019

## Радиоспектакли
- Радиоспектакль «Любовь людей», ООО «БИССА», 2012 г.
- Радиоспектакль «Тихий шорох уходящих шагов», ВГТРК «Радио России», реж. Н. Кобелев, 2013г[28].
- Радиоспектакль «Внешние побочные», ВГТРК «Радио России», реж. Никита Кобелев, 2013 г.
- Радиоспектакль «Комарики», ВГТРК «Радио России», реж. Д. Николаев, 2013 г.
- Радиоспектакль «Сто лет в фотографии», ВГТРК «Радио России», реж. Н. Кобелев, 2014г[29].
- Радиоспектакль «Круговая чаша» по мотивам пьесы У. Шекспира «Тимон Афинский», ВГТРК «Радио России», реж. Н. Кобелев, 2016 г.
- Радиоспектакль «Упырь» по мотивам повести А. К. Толстого, ВГТРК «Радио России» Н. Кобелев 2017 г.